# Armando Sardi
Armando Sardi (Monza, 15 settembre 1940 – 22 dicembre 2023) è stato un velocista italiano.

## Biografia
Rappresentò la Italia ai Giochi olimpici estivi di Roma 1960, dove venne eliminato in batteria nei 200 metri piani, dominati da Livio Berruti. Assieme a Pier Giorgio Cazzola, Salvatore Giannone e Livio Berruti si piazzo al quarto posto nella staffetta 4×100 metri, concludendo ad un centesimo del quartetto britannico, premiato col bronzo.
Ai Giochi del Mediterraneo di Napoli 1963 vinse la medaglia d'oro nella staffetta 4×100 metri, con Livio Berruti, Pasquale Giannattasio e Sergio Ottolina, e l'argento nei 200 metri.
Fu campione italiano dei 200 metri nel 1963.

## Palmarès
| Anno | Manifestazione          | Sede   | Evento      | Risultato | Prestazione | Note |
| ---- | ----------------------- | ------ | ----------- | --------- | ----------- | ---- |
| 1960 | Giochi olimpici         | Roma   | 200 m piani | Batteria  | 21"6        |      |
| 1960 | Giochi olimpici         | Roma   | 4 × 100 m   | 4º        | 40"33       |      |
| 1963 | Giochi del Mediterraneo | Napoli | 200 m piani | Argento   | 21"3        |      |
| 1963 | Giochi del Mediterraneo | Napoli | 4 × 100 m   | Oro       | 40"1        |      |

## Campionati nazionali
- 1 volta campione nazionale assoluto dei 200 m piani (1963)